# Brestice (Bośnia i Hercegowina)
Brestice (cyr. Брестице) – wieś w Bośni i Hercegowinie, w Republice Serbskiej, w gminie Bileća. W 2013 roku liczyła 18 mieszkańców.